# Alejandra Jiménez Cascón
Alejandra Jiménez-Cascón és una actriu i dramaturga andalusa.
Ha interpretat Federico García Lorca a Lorca eran todos de Pepe Rubianes, ha treballat amb Yllana i improvisat més de 10 anys a PlanetaImpro. El 2002 va crear la seva pròpia companyia, Aleteo Teatro, a on ha creat unipersonals com Perdidas a las tres, La locura que cura i Blanca Desvelada, aquesta darrera representada des del 2015 amb més 150 representacions arreu d'Espanya.
També va ser coneguda per l'actuació com a Disco, una de les dues ballarines acompanyants d'en Rodolfo Chikilicuatre al Festival de la Cançó d'Eurovisió 2008.
Membre i fundadora de la companyia Impro Barcelona.
Darrerament ha creat l'espectacle Monólogos Woooman, que es va estrenar a la Sala Barts el març de 2018.
Combina la seva tasca d'actriu amb la docència.